# أندرو بي. مور
أندرو بي. مور (بالإنجليزية: Andrew B. Moore)‏ هو قاضي ومحامي وسياسي أمريكي، ولد في 7 مارس 1807 في سبارتانبرغ في الولايات المتحدة، وتوفي في 5 أبريل 1873 في ماريون في الولايات المتحدة. حزبياً، نشط في الحزب الديمقراطي. وقد انتخب حاكم ألاباما ‏ (1 ديسمبر 1857 – 2 ديسمبر 1861) وانتخب عضو مجلس نواب ألاباما.